# Sportiwnaja (stacja metra w Moskwie)
Sportiwnaja (ros. Спортивная – Sportowa) – stacja metra w Moskwie, na linii Sokolniczeskiej. Znajduje się w pobliżu kompleksu sportowego Łużniki. Jest częścią odcinka metra prowadzącego pod rzeką Moskwą, dlatego położona jest bardzo głęboko (42 m). Stacja została otwarta 1 maja 1957.
W pobliżu stacji Sportiwnaja znajduje się wlot tunelu tzw. tajnego metra (Metro-2), które powstało w okresie ZSRR i ma służyć ewakuacji władz w sytuacji zagrożenia bezpieczeństwa państwa. Według wersji oficjalnie nie potwierdzonej jest to jedyne miejsce w Moskwie, gdzie łączą się obydwa systemy metra.